# Simopelta
Simopelta é um gênero de insetos, pertencente a família Formicidae.

## Espécies
- Simopelta andersoni MacKay & MacKay, 2008
- Simopelta bicolor Borgmeier, 1950
- Simopelta breviscapa MacKay & MacKay, 2008
- Simopelta curvata (Mayr, 1887)
- Simopelta fernandezi MacKay & MacKay, 2008
- Simopelta jeckylli (Mann, 1916)
- Simopelta laevigata MacKay & MacKay, 2008
- Simopelta laticeps Gotwald & Brown, 1967
- Simopelta longinoda MacKay & MacKay, 2008
- Simopelta longirostris MacKay & MacKay, 2008
- Simopelta manni Wheeler, 1935
- Simopelta mayri MacKay & MacKay, 2008
- Simopelta minima (Brandão, 1989)
- Simopelta oculata Gotwald & Brown, 1967
- Simopelta paeminosa Snelling, 1971
- Simopelta pentadentata
- Simopelta pergandei (Forel, 1909)
- Simopelta quadridentata MacKay & MacKay, 2008
- Simopelta transversa MacKay & MacKay, 2008
- Simopelta vieirai MacKay & MacKay, 2008
- Simopelta williamsi Wheeler, 1935